# Herb Kosowa Lackiego
Herb Kosowa Lackiego – jeden z symboli miasta Kosów Lacki i gminy Kosów Lacki w postaci herbu.

## Wygląd i symbolika
Herb przedstawia w czerwonej tarczy białego byka (ciołka) o złotych rogach i kopytach, stojącego na zielonej murawie. Nad bykiem czarny napis „KOSÓW LACKI”, wzdłuż obrzeża tarczy biegnie cienka, biała linia.

## Historia
Herb ma rodowód XIV-wieczny. W 1417 Kosów wraz z przyległymi terenami został podarowany przez wielkiego księcia litewskiego Witolda Marcinowi Ciołkowi, staroście pułtuskiemu, jako dowód uznania jego zasług rycerskich w służbie wojennej. Książę nadał mu również herb Ciołek, a od nazwy jego nowej wsi nazwisko Kossow. Herb ten przyjęło następnie także miasto. Później dodano nowe elementy: napis z nazwą miasta oraz białą linię na obrzeżu tarczy herbowej.